# باربارا ريد
باربارا ريد هي ممثلة كندية، ولدت في 29 ديسمبر 1917 في كندا، وتوفيت في 12 ديسمبر 1963 بلاغونا بيتش في الولايات المتحدة.

## أعمال

### أفلام
- (1936) ثلاث فتيات ذكيات

## وصلات خارجية
- باربارا ريد على موقع IMDb (الإنجليزية)
- باربارا ريد على موقع قاعدة بيانات الفيلم (الإنجليزية)